# Заря (немагнитная шхуна)
Немагни́тная шху́на «Заря́» — советское научно-исследовательское судно для изучения магнитного поля Земли; трёхмачтовая парусно-моторная шхуна с гафельным (с 1976 года — бермудским) парусным вооружением. В период эксплуатации было единственным в мире немагнитным научным судном.
Построена в Финляндии на верфи «Лайватеоллисуус» (фин. Oy Laivateollisuus Ab) в городе Турку в 1952 году по заказу АН СССР на основе деревянной рыболовной шхуны. Всего верфь «Лайватеоллисуус» построила 45 судов. Это было последнее из 91 парусного судна, построенных для СССР в качестве военной репарации.
Судно обслуживала команда из двадцати семи человек без учёта девяти научных работников: геофизиков-магнитологов, специалистов по радиоэлектронике.
В безденежье 1990-х годов шхуна некоторое время стояла в Санкт-Петербурге, после чего была сдана на слом.
В честь судна «Заря» в 1976 году был назван уступ на Меркурии (Zarya Rupes).

## Конструкция судна
Построена «Заря» из немагнитных материалов: деревянный корпус обшит латунными листами до ватерлинии. Крепления, такелаж, якорные и прочие устройства выполнены из цветных металлов.
В качестве балласта — свинец и гранит.
Элементы судна, влияющие на регистрацию магнитного поля, такие как электромоторы, электрогенераторы, дизельные установки, радиоэлектронное оборудование и прочее расположены в кормовой части, подальше от измерительных приборов.
Шхуна оборудована аппаратурой для регистрации и записи магнитного поля Земли.
В 1976 году «Заря» прошла капитальный ремонт. На ней были установлены новые мачты из немагнитных сплавов, гафельное парусное вооружение заменено бермудским.

## Научная деятельность

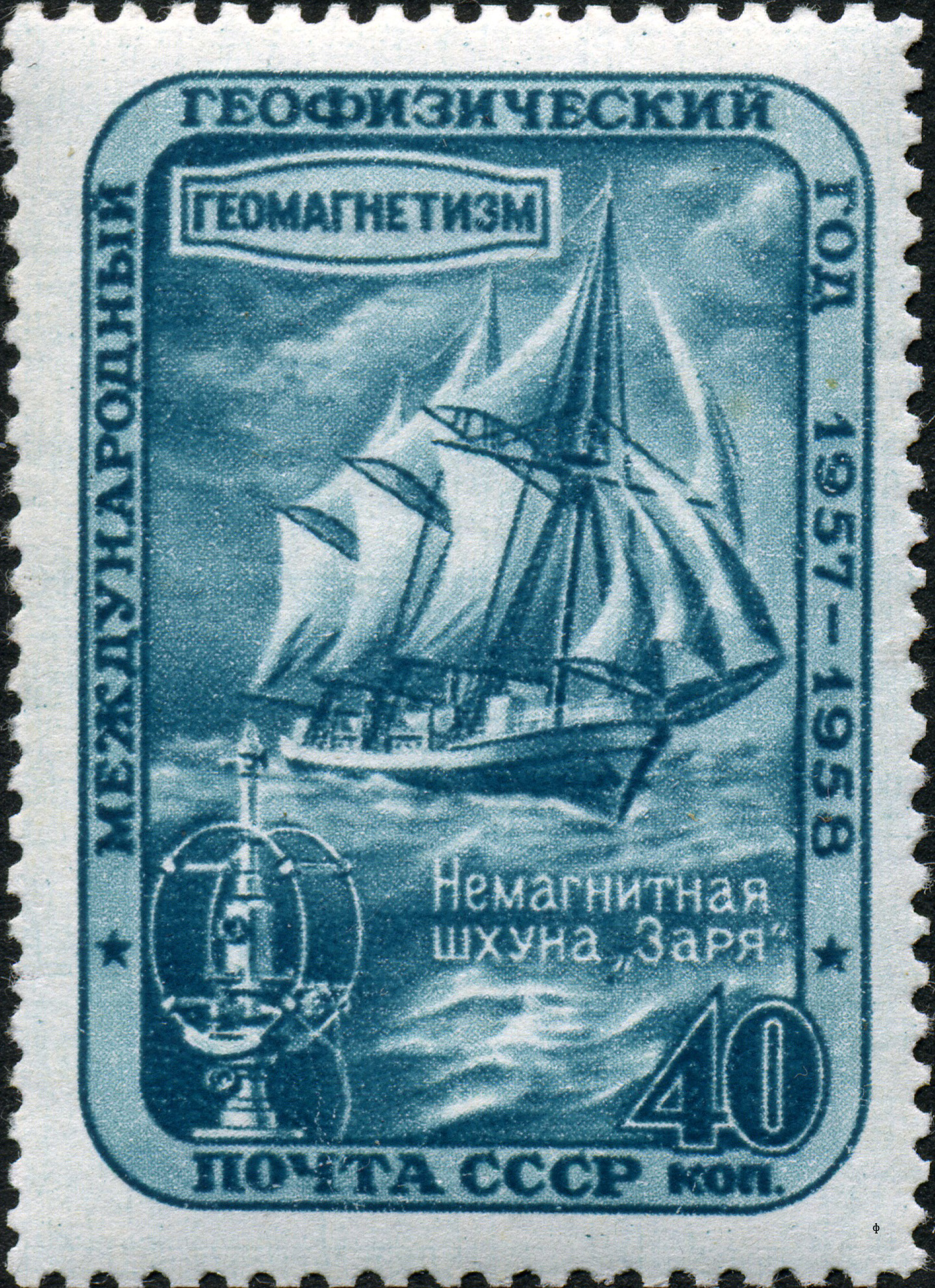
Марка СССР 1958 года

Деятельность шхуны началась в 1956 году, и уже к 1964 году «Заря» прошла более 300 тысяч километров. Маршруты её проходили в основном в южной части Тихого океана. Основная задача судна — регистрировать магнитное склонение деклинографом.
В список других задач входят: вертикальное зондирование ионосферы специальной ионосферной станцией, регистрирование нейтронов в потоке космических лучей нейтронным монитором.
В результате деятельности судна были выявлены ранее неизвестные магнитные аномалии.
Обобщённые данные магнитометрии, полученные из исследований на воде, на суше и на больших высотах в воздухе, позволили проверить и уточнить представления о структуре магнитного поля Земли в целом, а также о его распределении и происхождении.

## «Заря» в киноискусстве
- 1985 год. На судне проводились съёмки советско-болгарского телевизионного семисерийного кинофильма «В поисках капитана Гранта».